# Ok (volcan)
Pour les articles homonymes, voir Ok.
L'Ok, toponyme islandais signifiant littéralement en français « la charge » ou « le joug », est un volcan bouclier d'Islande situé entre la Reykholtsdalur, qu'il domine par sa hauteur de 1 198 mètres, et la Kaldidalsvegur. Son sommet était autrefois couvert d'un glacier, Okjökull, aujourd'hui disparu,.
De l'autre côté de la Kaldidalsvegur se trouvent les glaciers Þórisjökull et Langjökull.